# Gibril Jatta
Gibril Jatta (* 20. Jahrhundert) ist ein gambischer Taekwondoka.

## Leben
Jatta, der 1986 nach Schweden zog, begann zwei Jahre später mit dem Taekwondo-Training und leitet zwei Taekwondo-Clubs und -Schulen in Schweden (Stand 2009), darunter schwedische Meister, norwegische Meister und schwedische Schüler, die in seinen Schulen Europamedaillen gewonnen haben. Er trägt drei schwarze Gürtel im WTF-Taekwondo und nahm an drei internationalen Meisterschaften teil.
2001 erreichte er bei den Deutschen Taekwondo-Offenen Meisterschaften das Viertelfinale. Bei den Afrikaspiele 2003 in Abuja gewann er eine Silbermedaille in der Kategorie bis 67 kg. 2004 gewann er erneut eine Silbermedaille nach sechs Spielen. Er war Teil des gambischen Taekwondo-Teams, dass das Land 2008 bei den Afrikaspielen in Libyen  vertrat, aber aufgrund einer Verletzung im ersten Spiel nur drei Spiele bestreiten konnte. Jatta vertrat auch Gambia in der Olympiaqualifikation, indem er dabei vier Spiele bestritt.
2005 war er als Trainer aktiv.